# Hans Bock (Politiker)
Hans Bock (eigentlich Johann Bock, * 27. November 1914 in Wien; † 7. August 2002 ebenda) war ein österreichischer Politiker (SPÖ). Bock war Amtsführender Stadtrat und Vizebürgermeister in Wien.

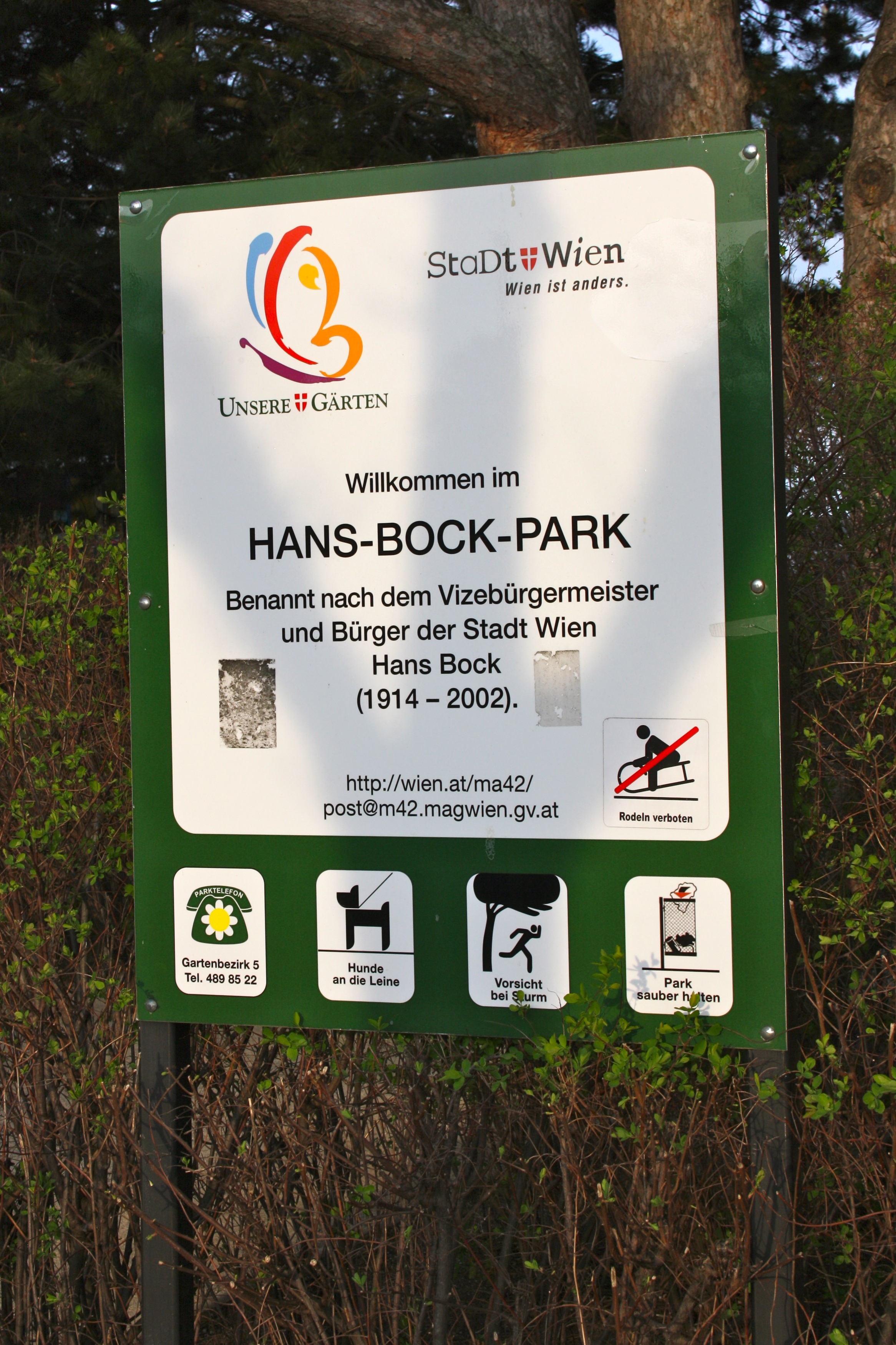
Infotafel im Hans-Bock-Park in Wien

Bock wurde 1914 in Hernals geboren und wurde 1929 Mitglied der Sozialistischen Arbeiterjugend. 1933 stieg er zum Obmann der Arbeiterjugend in Hernals auf. Nach der Niederschlagung des Österreichischen Bürgerkriegs 1934 betätigte sich Bock illegal und war ab 1935 Leiter der Revolutionären Sozialistischen Jugend. Für sein Engagement wurde er in der Folge insgesamt 18 Monate inhaftiert. Nach dem Ende des Zweiten Weltkriegs gründete Bock 1945 die Bezirksorganisation der SPÖ in Hernals mit und war zwischen 1946 und 1949 als Bezirksrat aktiv. Am 17. Dezember 1948 rückte Bock für Franz Olah in den Wiener Landtag und Gemeinderat nach, dem er bis zum 28. Februar 1977 angehörte.
Nach dem Tod von Johann Riemer rückte Bock am 17. Jänner 1964 als neuer Amtsführender Stadtrat für Personal, Verwaltungs- und Betriebsreform in die Landesregierung Jonas III nach. Bock hatte Amt und Ressort auch in den Nachfolgeregierungen Jonas IV, Marek I und II, Slavik sowie Gratz I inne, wobei er ab Dezember 1970 auch 1. Vizebürgermeister und 1. Landeshauptmann-Stellvertreter war. Am 23. November 1973 schied Bock aus dem Stadtsenat und der Wiener Landesregierung aus. Er übernahm in der Folge 1974 die Funktion des Vorsitzenden im Aufsichtsrat der Wiener Holding.
Neben seiner politischen Karriere war Bock zwischen 1972 und 1982 Präsident des WAT und auch Präsident des Wiener Sportklub. Nach seinem Tod wurde Bock auf dem Hernalser Friedhof bestattet. Der Hans-Bock-Park, eine Grünfläche vor dem Schafbergbad wurde 2005 nach ihm benannt.

## Auszeichnungen
- Bürger ehrenhalber der Stadt Wien (1979)